# Сехмет
Сехме́т, Сахмет, Сохмет — у староєгипетській міфології богиня війни. Була володаркою Єгипту, її зображували як жінку з головою левиці в довгій перуці та сонячним диском на голові. Часто носила червону сукню, звідки її епітети "володарка червоного льону". Зрідка Сехмет зображувалася як цілком левиця чи вогнедишна змія.

## Образ і заняття
Зазвичай Сехмет зображалася як жінка з головою левиці, в довгій перуці та з сонячним диском на голові. Часто носила червону сукню, звідки її епітет «володарка червоного льону». Зрідка Сехмет зображалася як цілком левиця чи вогнедишна змія.
У Мемфісі її вважали консорткою Птаха та матір'ю Нефертума. Часом асоціювалася з Хатхор, Мут, Пахет і Баст. Іноді вона виступала як войовнича іпостась інших богинь.
Сехмет наділялася двоїстою природою: вона була покровителькою єгипетських завоювань і водночас захисницею Єгипту. В її владі, крім воїнів, перебували також епідемії та спекотний пустельний вітер, який єгиптяни називали «подихом Сехмет», а крім того цілительство та безпека фараона.

## У міфології
У міфі про кінець правління Ра на землі, Ра посилає богиню Хатхор в образі Сехмет, щоб знищити людей, які змовилися проти нього. Жага крові Сехмет була така велика, що вона знищила майже все людство. Щоб зупинити її, Ра пролив пиво, змішане з червоною фарбою, щоб воно нагадувало кров. Сприйнявши пиво за кров, Сехмет випила його та, сп'янівши, відмовилася битися далі й мирно повернулася до Ра.

## Культ Сехмет
Жерці Сехмет відомі ще з часів Старого царства. Центром поклоніння Сехмет був Мемфіс, але її шанування було поширене у всьому Єгипті. Відоме святилище богині розташовувалося в Абусірі. Особливо храми Сехмет поширилися за греко-римської доби, при цьому в них нерідко вшановували Сехмет разом із Хатхор. Коли Фіви стали столицею Єгипту, Сехмет об'єдналася з Мут є божество Мут-Сехмет.
Сехмет згадувалася в замовляннях, призначених вилікувати хворих. Багато заклять і амулетів призначалися відвернути гнів Сехмет і її посланців. Амулети з зображенням цієї богині були популярними подарунками на свято Нового року.

## Галерея

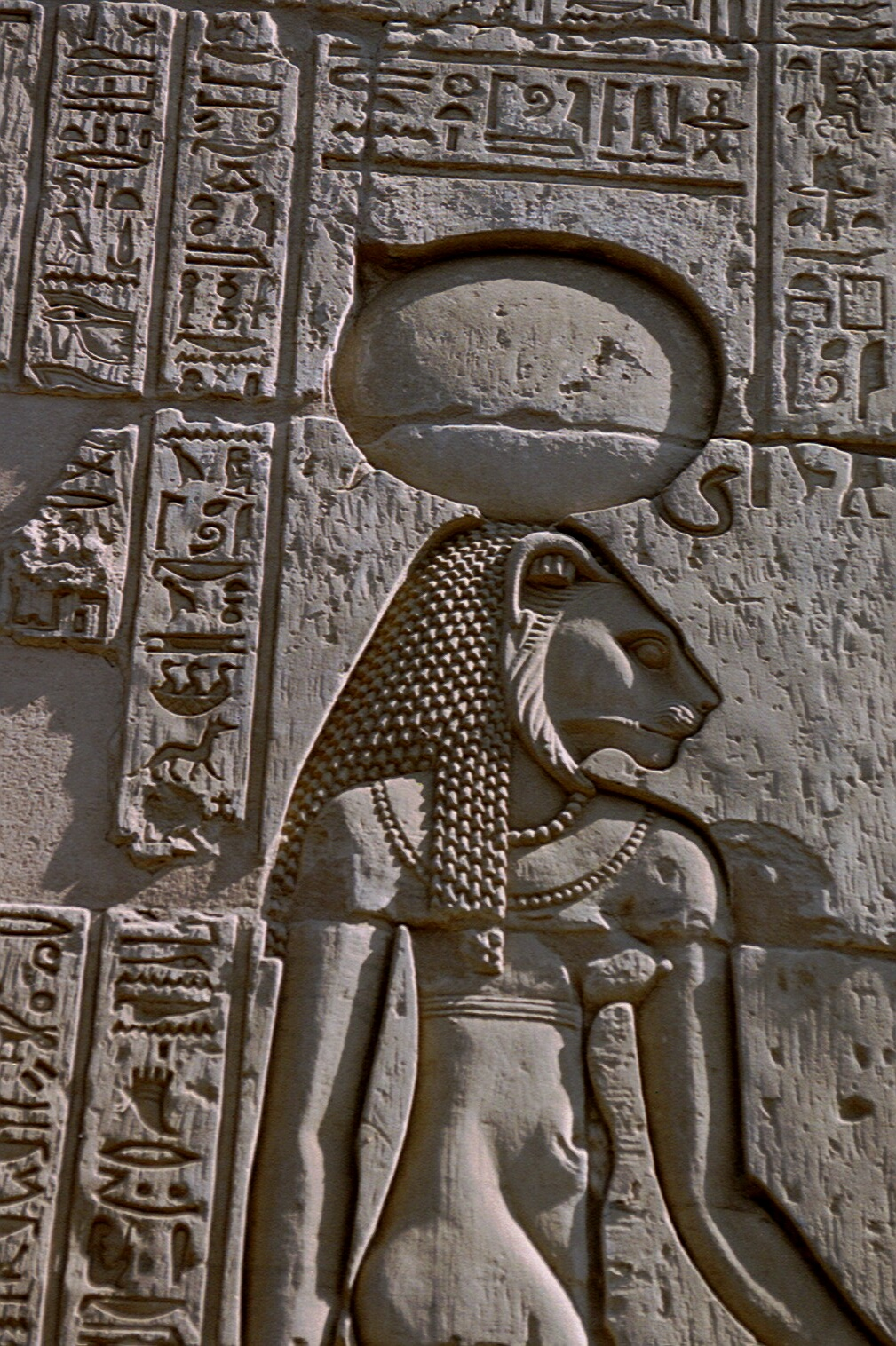
Зображення Сехмет у храмі  Ком-Омбо
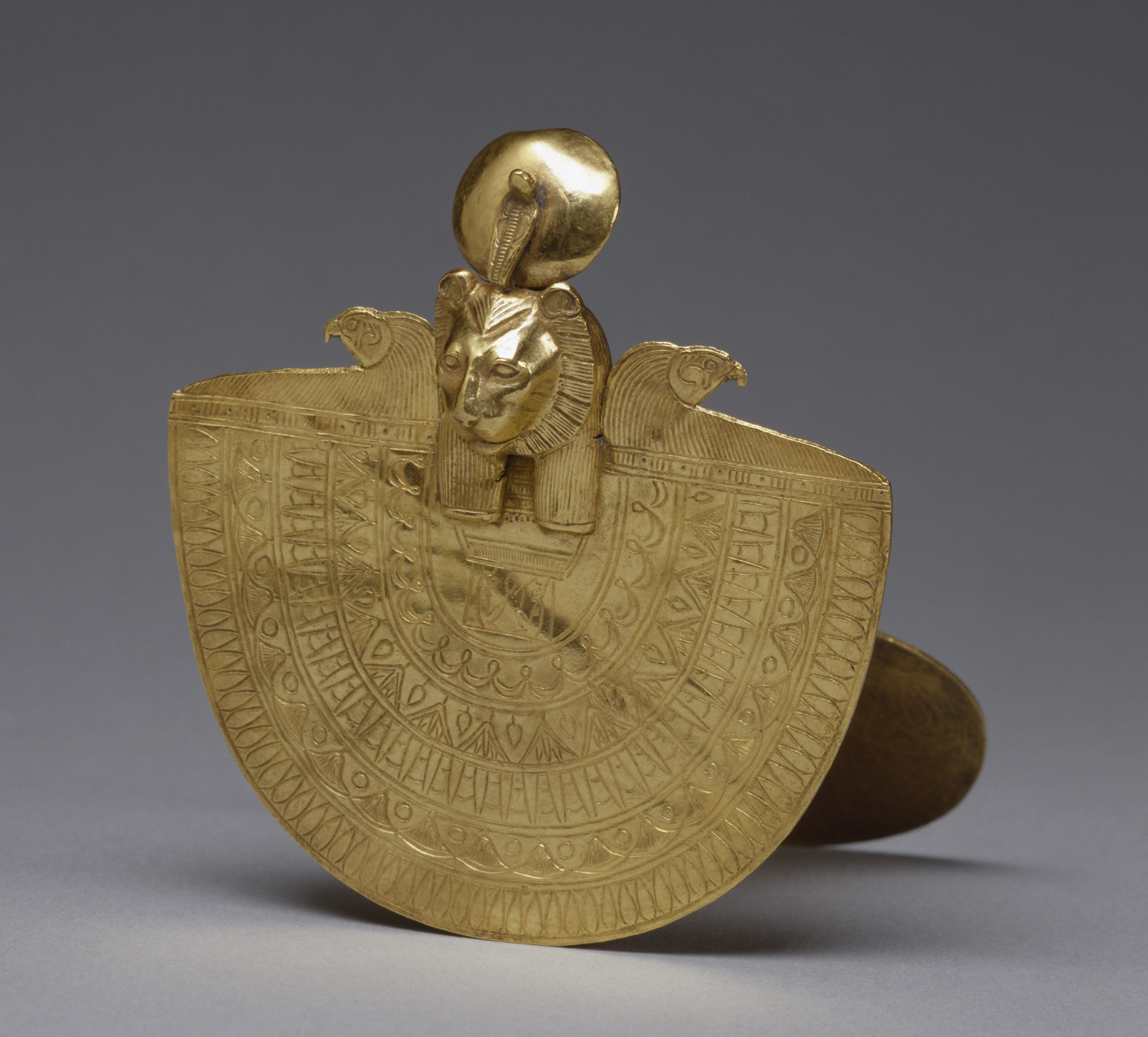
Золота пектораль з зображенням Сехмет
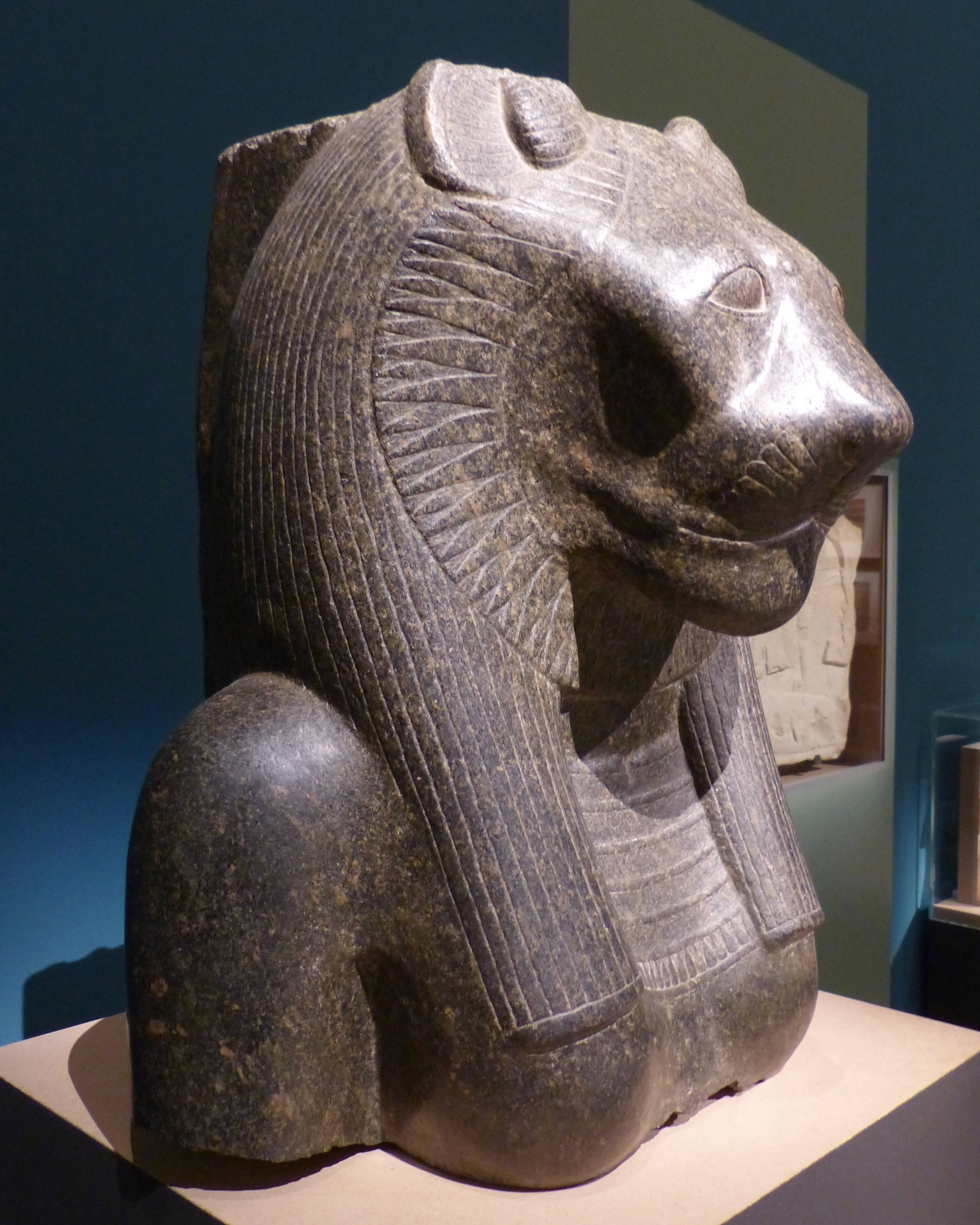
Бюст Сехмет
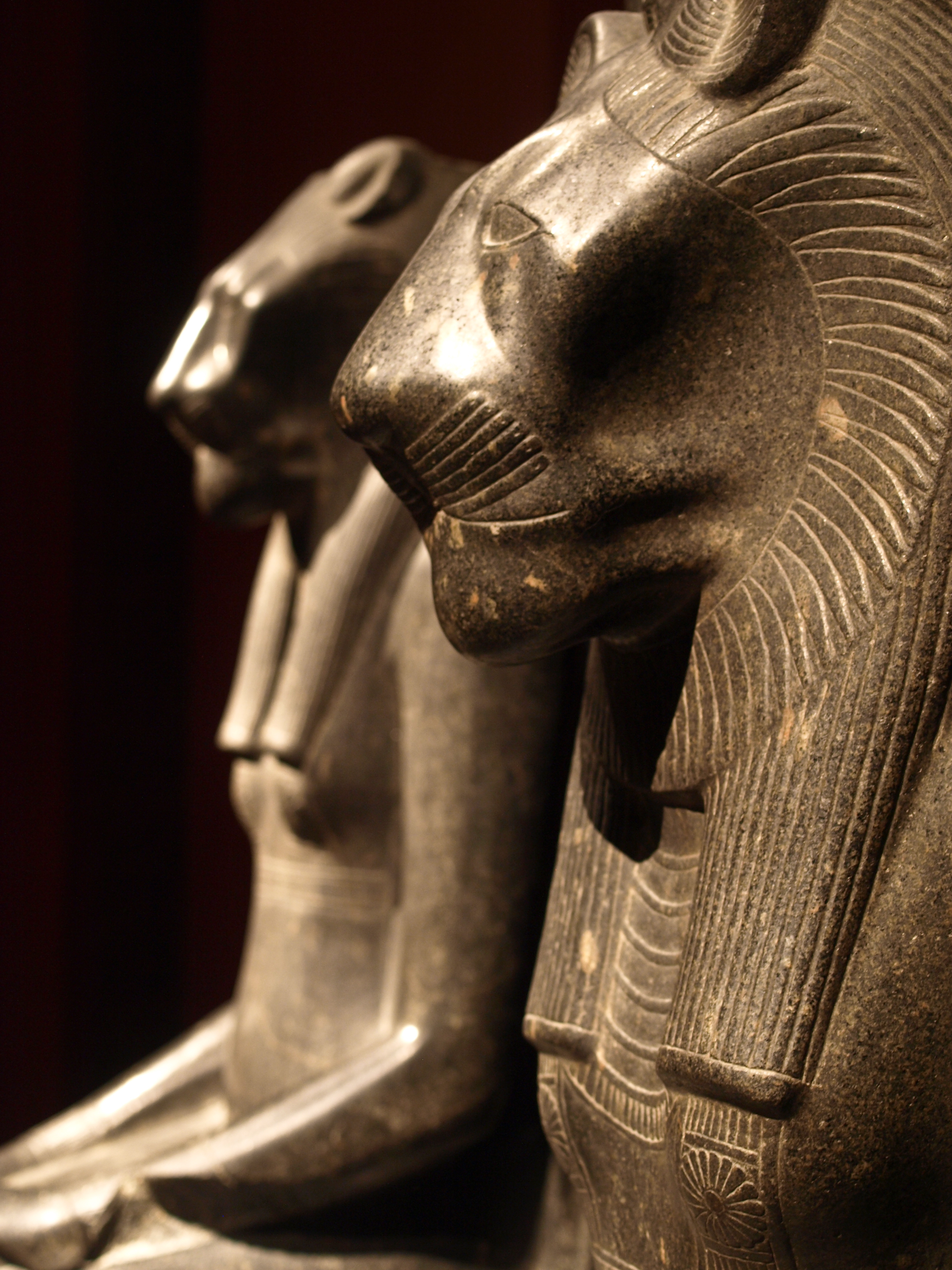
Статуї
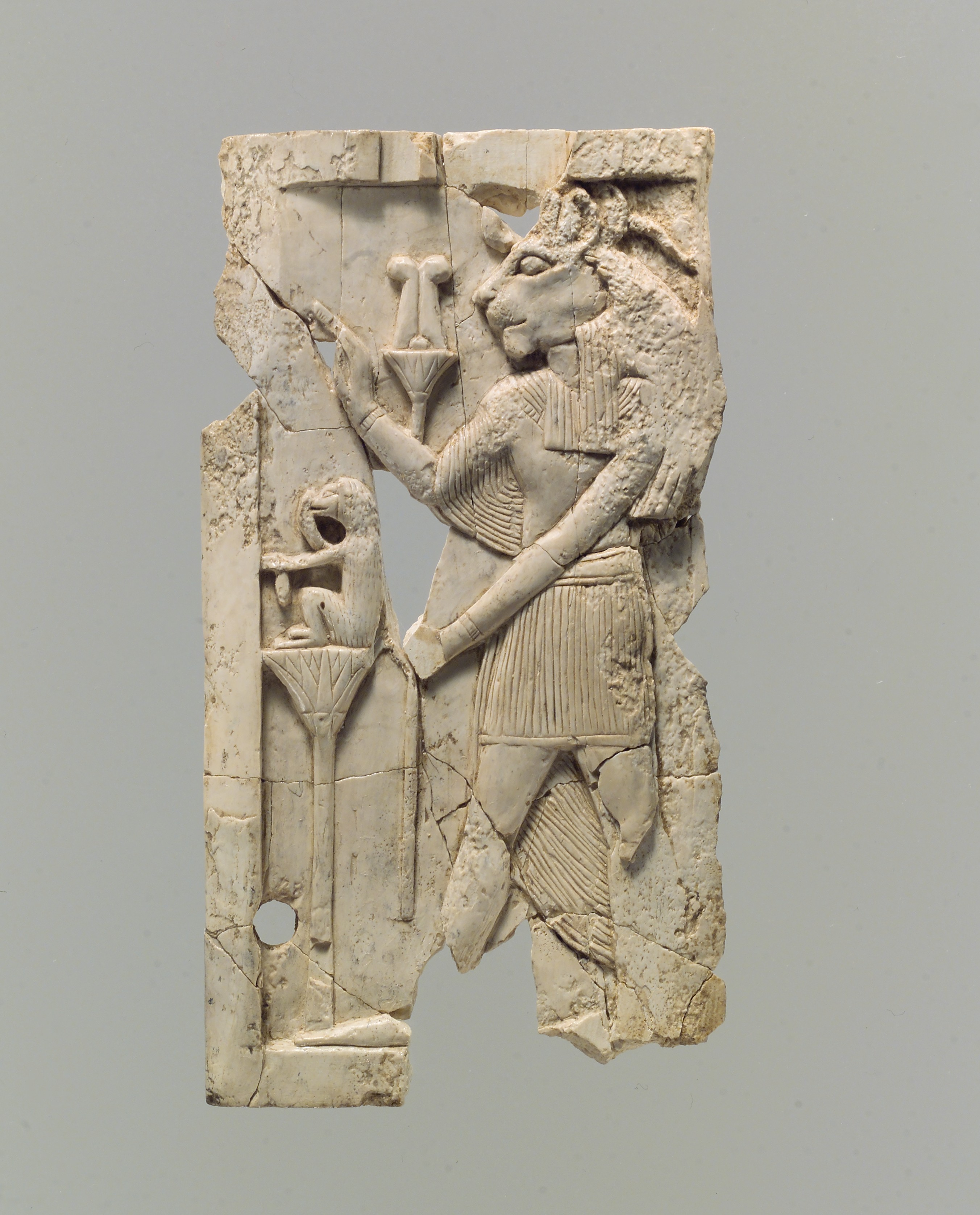
Різьблення на слоновій кістці
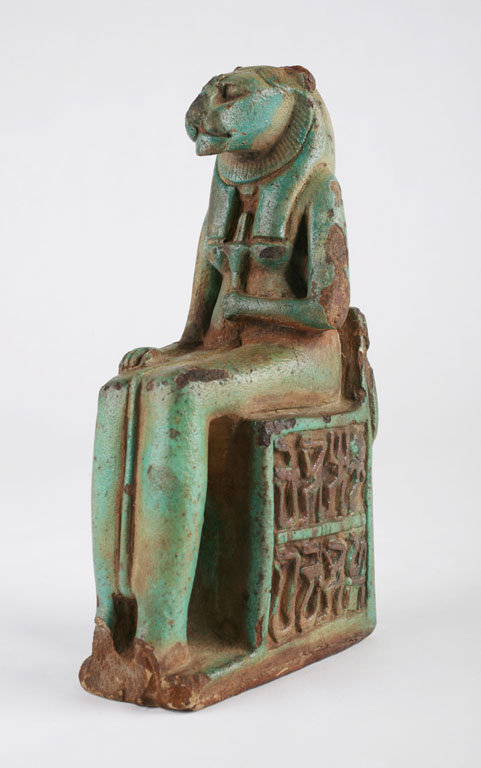
Статуетка
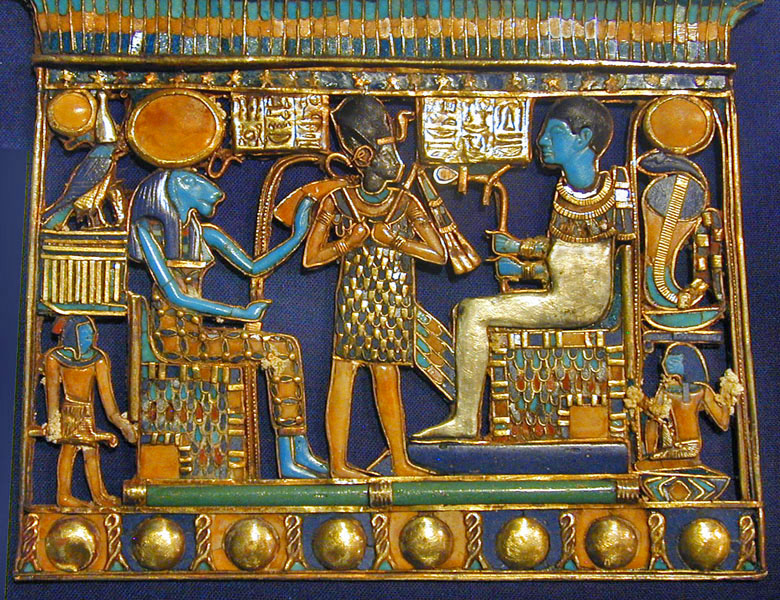
Пектораль Тутанхамона з Птахом і Сехмет